# Platygenia rougeoti
Platygenia rougeoti är en skalbaggsart som beskrevs av Franz Antoine och Didier Camiade 1995. Platygenia rougeoti ingår i släktet Platygenia och familjen Cetoniidae. Inga underarter finns listade i Catalogue of Life.